# Rosticas
Rosticas (en francès Rustiques) és un municipi francès situat al departament de l'Aude i a la regió d'Occitània.